# Інформаційно-аналітичні дослідження
Дослідження – це система логічно послідовних методологічних, організаційно-технічних процедур, яка передбачає отримання достовірних даних і фактів про явища чи процеси, що вивчаються, для їх подальшого використання в соціальному управлінні.
Об’єкт та суб’єкт дослідження.
Об’єктом дослідження можуть бути будь-які процеси та явища соціальної дійсності (демографічні, екологічні, соціальні, міжнаціональні, сімейно-побутові та ін.).
Суб`єктом дослідження є дослідник або група.
Останнім часом результати оглядово-аналітичної діяльності, засоби для їх створення та процеси підготовки інформаційних документів дедалі частіше об`єднуються поняттям «інформаційно-аналітичні дослідження».
На думку вчених, суть інформаційно-аналітичної діяльності полягає в застосуванні на стадії упорядкування методів аналітичного оброблення інформації (інформаційна діяльність) та на стадії аналізу використання наукових методів створення нових знань шляхом інтелектуальної обробки інформаційних масивів (аналітична діяльність).
До цих напрямів примикає і напрям наукового забезпечення інформаційно-аналітичної діяльності, завдяки  чому розробляються і застосовуються нові технології всього циклу перетворення інформації в знання. Пропонується розглядати інформаційно-аналітичну діяльність у таких основних напрямах:
• інформаційне забезпечення проблемних питань предметних сфер діяльності;
• інформаційно-аналітична діяльність як самостійна наукова діяльність.
Таким чином, на відміну від традиційних процесів інформаційного забезпечення потреб користувачів, інформаційно-аналітична діяльність передбачає наукові методи дослідження. Ця відмінність полягає в тому, що в процесах аналізу інформаційних джерел та інформаційних досліджень створюється нове знання.

## Етапи інформаційно-аналітичних досліджень
1. Постановка проблеми – визначення  актуальних питань, формулювання теми, мети, гіпотези дослідження, вивчення його об’єкта та предмета.
2. Теоретичний аналіз проблеми – вивчення досліджень близьких за проблемою та методами. Створення авторської моделі досліджуваного явища.
3. Формулювання гіпотез – конкретизація загальної мети дослідження.
4. Планування та проведення – розробка програми дослідження, вибір методів дослідження і технічних процедур та проведення самого дослідження.
5. Аналіз та інтерпретація результатів – якісний і кількісний аналіз результатів, пояснення фактів.
6. Формулювання висновків – узагальнення результатів дослідження.

Інформаційно-аналітичні дослідження потребують пошуку й опрацювання не окремих документів, а вихідних відомостей, що відповідають інформаційним потребам користувача. Тому результатом є формування інформаційної моделі проблеми (теми запиту користувача інформації). Такі завдання виконують документи, що вміщують оглядові дані.

### Основні функції програми дослідження
1. Науково-пізнавальна – гарантування теоретико-методологічної цілісності дослідження.
2. Науково-організаційна – забезпечення ефективності співпраці учасників дослідження галузі, розподіл роботи між ними задля наукового та науково-практичного результату.
3. Теоретична.
4. Описова.
5. Інформаційна.
6. Критична.
7. Прогностична.

Завдяки цим функціям програма визначає місце конкретного дослідження в загальному процесі розвитку наукового знання як на рівні загально соціологічної теорії, так і теорії середнього ступеня.

## Етапи підготовки проведення ІА дослідження
Проведення ІАД обов’язково починається з розробки його програми. У практиці досліджень є загальні вимоги до програми:
- Її необхідність.
- Логічна послідовність у всіх структурних елементах.
- Наявність гнучкого варіанта.

Перший етап підготовки дослідження – це складання програми, включає в себе методологічний та процедурний розділи. Методологічний розділ має п’ять елементів: формулювання проблеми, визначення мети та постановка завдань, визначення об’єкта та предмета дослідження, уточнення головних понять, попередній системний аналіз дослідження. Процедурний розділ поділяється на три пункти: визначення сукупності (є генеральна, вибіркова, гніздова та стратифікована сукупність), структура інструментарію (спрямована на виявлення необхідних якостей предмета дослідження), логічна схема (аналіз та інтерпретація отриманих даних, формування на цій основі вже якихось висновків).
Другий етап – складання плану включає робочий план (4 блоки) і стратегічний план. Цей етап відображає основні стратегічні й оперативні процедурні заходи, які необхідно вжити. Отже робочий план має певну структуру з 4 блоків, які містять в собі певні етапи, процедури і операції. Принциповий план залежно від виду має чотири варіанти: розвідувальний, описовий, аналітико-експериментальний, повторювально-порівняльний.
Третій етап – включає допоміжні елементи. Під час підготовки дослідження, крім розробки програми, стратегічного та робочого планів  готують різноманітні допоміжні документи (картка, вибірка, інструкція, інтерв’ю).